# Joensuunsaari (ö i Norra Karelen, Joensuu, lat 62,97, long 31,19)
Joensuunsaari är en ö i Finland. Den ligger i sjön Hattujärvi och i kommunen Ilomants i den ekonomiska regionen  Joensuu ekonomiska region  och landskapet Norra Karelen, i den östra delen av landet, 400 km nordost om huvudstaden Helsingfors. Öns area är 0,2 hektar och dess största längd är 60 meter i sydväst-nordöstlig riktning.